# Pseudomonas
Pseudomonas (též pseudomonáda) je rod gramnegativních bakterií ze skupiny Gammaproteobacteria. V přírodě jsou velice hojné a díky své přizpůsobivosti osídlují velmi rozmanitá stanoviště. Některé druhy způsobují i onemocnění rostlin a živočichů včetně člověka; nejnebezpečnějším původcem lidských onemocnění mezi nimi je Pseudomonas aeruginosa. Co se týká vlastností, jsou pohyblivé a tyčinkovitého tvaru, obvykle aerobní a netvořící spory.
V nedávné době proběhla revize tohoto a dalších příbuzných rodů pomocí analýzy genů pro 16S rRNA. Některé druhy, dříve řazené k rodům Chryseomonas a Flavimonas, jsou dnes řazeny mezi pseudomonády, a naopak, jisté druhy původně považované za pseudomonády dnes vědci spíše řadí do rodů Burkholderia či Ralstonia.

## Historie výzkumu

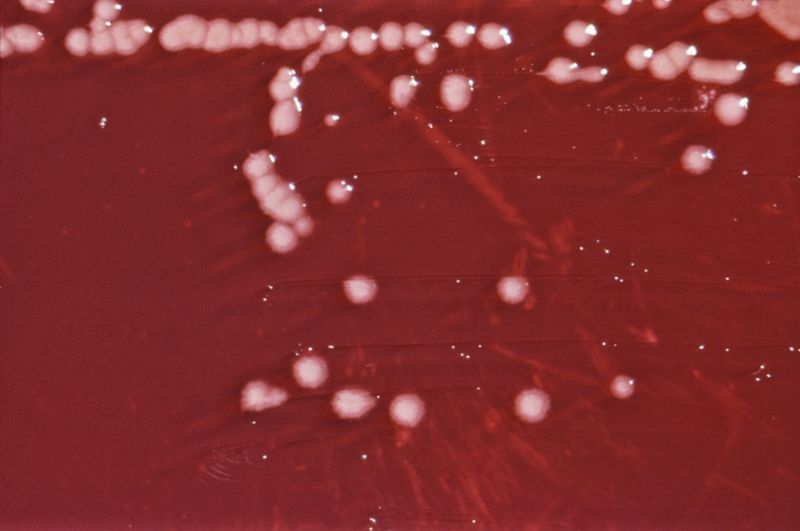
P. aeruginosa na živném mediu

Pseudomonad doslova v překladu znamená „zdánlivá jednotka“ a pochází z řeckých slov pseudo (ψευδο – zdánlivý, falešný) a monas (μονάς či μονάδα – jednotka, jednotlivina). Termín monáda se používal dříve v přírodovědě pro jednobuněčné organizmy, které první mikrobiologové spatřili pod mikroskopem.
Bakterie rodu Pseudomonas jsou v přírodě velmi hojné a vyskytují se například ve vodě či uvnitř těl rostlin, a proto byly objeveny již prvními mikrobiology. Rodový název Pseudomonas byl nejprve v roce 1894 definován poměrně volně jako označení pro gramnegativní tyčinkovité bakterie s polárním bičíkem. Vbrzku začalo množství druhů narůstat, neboť byly pseudomonády nacházeny v nejrůznějších prostředích. Až použití nových metod umožnilo vytvoření modernější klasifikace. Po roce 2000 byly přečteny kompletní genomy několika kmenů bakterií z rodu Pseudomonas: např. P. aeruginosa kmen PAO1, P. putida kmen KT2440, P. fluorescens kmen Pf-5, P. syringae patovar tomato DC3000, P. syringae patovar syringae B728a, P. syringae patovar phaseolica 1448A, P. fluorescens PfO-1 a P. entomophila L48.

## Popis
Pro rod Pseudomonas jsou podle Bergeyho manuálu typické následující vlastnosti:
- tyčinkovitý tvar
- gramnegativita
- jeden nebo více polárních bičíků, umožňujících pohyb
- aerobní metabolismus (spotřebovávající kyslík)
- netvoří spory (nesporuluje)
- při katalázovém testu jsou kataláza-pozitivní

Dalšími poměrně typickými rysy pseudomonád je (až na výjimky) vylučování pyoverdinu (fluoresceinu), žlutozelené fluorescenční látky, které umožňuje bakteriím získávat železo v prostředí chudém na tento prvek (tzv. siderofor). K dalším vylučovaným sideroforním látkám patří pyocyanin u Pseudomonas aeruginosa a thiochinolobaktin u Pseudomonas fluorescens. Obvykle jsou pseudomonády pozitivní při oxidázovém testu, bývají beta-hemolytické (na krevním agaru), indol negativní, při aplikaci methylové červeni i při Voges–Proskauerovu testu jsou negativní, ale zase jsou citrát–pozitivní.
V rámci rodu je možné pozorovat velkou metabolickou rozmanitost, což umožňuje těmto bakteriím osídlovat široké rozpětí různých prostředí. Snadná kultivace ve skle (in vitro) a dostupnost přečtených genomů z nich činí výborné modelové organizmy pro vědecký výzkum; nejčastěji se zkoumá P. aeruginosa jako významný lidský patogen, P. syringae jako patogen rostlin, půdní bakterie P. putida a P. fluorescens, jenž stimuluje růst rostlin.

### Tvorba biofilmu
Poměrně velké množství pseudomonád je schopno tvorby biofilmů. Spočívá to ve vylučování lepkavých polysacharidů do okolí buněk. Díky tomu mají bílé krvinky větší problém se pseudomonád v těle zbavit – fagocytóza v prostředí biofilmu je náročnější. Navíc tyto bakterie lépe přilnou k povrchu a je například mnohem náročnější omýt takový biofilm z povrchu kuchyňských nástrojů. Díky tvorbě biofilmů mohou pseudomonády přežít i například v nádobách, v nichž se vyrábí léčiva. Mezi další podobně pozoruhodná místa, kde by možná málokdo čekal bakterie, jsou nádoby s antiseptickými kvartérními amoniovými sloučeninami nebo láhve s balenou minerální vodou.

### Odolnost k antibiotikům
Pseudomonády jsou gramnegativní, což je přirozeně činí odolné k takovým antibiotikům, jako jsou penicilin a ostatní beta-laktamová antibiotika, ale na druhou stranu jsou citlivé k piperacilinu, imipenemu, tobramycinu a ciprofloxacinu. Odolnost k některým antibiotikům je často dána tím, že jsou schopné velmi rychle vypumpovat tato antibiotika z buňky. Z toho plynoucí rezistence vůči většině antibiotik je značný problém u patogenní bakterie Pseudomonas aeruginosa. Tato bakterie vlastní charakteristické geny pro odolnost – nazývají se mexAB-oprM, mexXY a další. Jsou navíc velmi přizpůsobivé a často u nich mutací vznikne odolnost k antibiotiku, jež na ně doposud účinkovalo. Mnohdy si geny pro odolnost bakterie předávají takzvaně horizontálně. Navíc jim pomáhá život v biofilmech, kde jsou před antibiotiky lépe chráněny.

## Škodlivost

### Onemocnění živočichů
V napadeném těle bakterie rodu Pseudomonas produkují řadu látek, z nichž mnohé jsou toxické. Patří k nim pyocyanin (váže se na flavoproteiny v elektronovém transportním řetězci), lecitináza (způsobuje rozklad lecitinu a tím zejména rozklad krvinek), kolagenáza (rozkládá kolagen a tím narušuje zejména vazivovou tkáň), lipázy (rozklad tuků), hemolysiny (rozklad krvinek) a fluorescein. Výsledkem souhry těchto a dalších jedovatých látek je v lidském těle chudokrevnost, nekróza (odumírání) tkání a poškození nervové soustavy.
Pseudomonády, zejména P. aeruginosa, ale i např. P. oryzihabitans a P. plecoglossicida, jsou původci významných infekčních onemocnění člověka nebo jiných živočichů. Zejména infekce P. aeruginosa u člověka působí velké problémy v nemocničním prostředí (těžko léčitelné tzv. nozokomiální infekce). Vyvolává široké spektrum chorob: zánět průdušek, zánět plic, záněty různých ran a popálenin na kůži, infekce související s katetry v močové trubici, infekce ucha a očí, ale i celotělní často fatální záněty (bakteriémie). Zvláště u pacientů s cystickou fibrózou nebo s jinými onemocněními je obvykle infekce pseudomonádami smrtelná. Stenotrophomonas maltofilia způsobuje u andulek kožní abscesy. Přenos byl potvrzen mezi člověkem s probíhající chemoterapií a andulkou - zdroj však nebyl dosud zjištěn.
Infekce způsobují u člověka i blízce příbuzné rody, z nichž některé byly dříve řazeny mezi pseudomonády. Proto se uvádí nemoc vozhřivka, způsobená bakterií Pseudomonas mallei (dnes Burkholderia mallei) a vzácně přenosná na člověka, nebo melioidóza, způsobená bakterií Pseudomonas pseudomallei (dnes Burkholderia pseudomallei).

### Onemocnění rostlin a hub
Zejména P. syringae je významným rostlinným patogenem. Rozlišuje se více než 50 různých patovarů, tedy jakýchsi kmenů s typickými patogenními vlastnostmi. Mnohé jsou například specializované na výhradního rostlinného hostitele a jiné napadají zřídka. Existují i další druhy pseudomonád schopné vyvolat onemocnění rostlin, a to zejména v podskupině pseudomonád kolem P. syringae.
Mimo to působí problémy v zemědělství i druh P. tolaasii, jenž je zajímavý tím, že způsobuje hnití pěstovaných hub. P. agarici způsobuje zase nákazu v lupenech pěstovaných druhů hub.

### Kažení potravin
Pseudomonády jsou schopné růst za nízkých teplot a za nestandardních podmínek prostředí, takže nepřekvapí, že mnohé z nich mohou způsobovat i kažení potravin. Mléčné produkty napadá bakterie P. fragi, vejce kolonizuje např. P. taetrolens and P. mudicolens, zatímco P. lundensis způsobuje kažení mléka, sýru a masa včetně rybího.

## Využití

### Přípravky ke zvýšení výnosů
Od poloviny 80. let 19. století jsou pseudomonády využívány v biokontrole či také biologickém boji se škůdci zemědělských plodin. Nejlépe jsou v tomto ohledu známy výsledky postřiků obsahujících různé kmeny P. fluorescens (např. CHA0 nebo Pf-5). Přesto není jasné, jak P. fluorescens pomáhá růstu plodin. Podle jedné z hypotéz vyvolávají bakterie jakousi imunitní odpověď v rostlině, čímž zlepšují její následné schopnosti boje se skutečnými bakteriemi. Další možností je, že se pseudomonády po postřiku dostanou do půdy a vytlačí z ní patogenní bakterie, například pomocí sideroforních sloučenin „nasávajících“ z půdy železo. Možné také je, že pseudomonáda produkuje antibakteriální sloučeniny, jako jsou fenazinová antibiotika nebo kyanovodík. Všechny zmíněné teorie jsou do jisté míry podporovány experimentálními daty, ale situace není zcela vyřešena.
Dalšími pseudomonádami se schopností biokontroly jsou P. chlororaphis (produkuje antibiotika ničící některé patogenní houby) nebo jí blízce příbuzný druh P. aurantiaca (produkuje jistý fluoroglucid, antibiotikum proti grampozitivním mikrobům).

### Bioremediace
Někteří zástupci pseudomonád jsou schopní přijímat z prostředí jisté znečišťující látky a metabolizovat je. Díky tomu mohou být použity v bioremediaci znečištěných půd či vod. Mezi druhy, jež je v této souvislosti možné zmínit, patří:
- P. alcaligenes, schopný rozkládat polyaromatické uhlovodíky (PAU).[23]
- P. mendocina, schopný rozkládat toluen.[24]
- P. pseudoalcaligenes přijímá kyanidy jako zdroj dusíku.[25]
- P. resinovorans rozkládá karbazol.[26]
- P. veronii rozkládá různé jednoduché aromatické organické sloučeniny.[27][28]
- P. putida rozkládá různá organická rozpouštědla včetně toluenu.[29] Jeden kmen dokonce ve vodném roztoku převádí morfin na silné drahé léčivo, hydromorfon (Dilaudid).
- P. stutzeri, kmen KC, rozkládá tetrachlormethan.[30]

## Klasifikace
Moderní studie zabývající se taxonomií tohoto složitého rodu poněkud pokulhávaly za tradičními morfologickými postupy používanými v lékařské praxi, dokud se nenaskytla možnost srovnávat jedince pomocí stavby jejich ribozomální RNA (a dalších genů bakterií). Tyto postupy spolehlivě prokázaly, že rod Pseudomonas tak, jak byl dříve chápán, je nepřirozený shluk mnoha různých rodů. Od té doby došlo k velkému pokroku a původní pseudomonády byly pomocí rRNA roztříděny do 5 skupin podle příbuznosti. Výzkumníci díky tomu byli schopni vyřešit problém s hromaděním druhů v rodu Pseudomonas. V první polovině 20. století byl tento rod zahlcen obrovským množstvím zástupců, od té doby se však počet uznávaných druhů zmenšil více než desetkrát. Jen velmi málo druhů přežilo toto období revize a většina pseudomonád v dnešním slova smyslu jsou druhy popsané v posledních letech.
Druhy, které byly vyčleněny z rodu Pseudomonas, jsou uvedeny níže. Interní odkazy vedou na současné převládající taxonomické označení – povšimněte si, že mnohé dnes patří např. do rodů Burkholderia a Ralstonia.
- α proteobakterie: P. abikonensis, P. aminovorans, P. azotocolligans, P. carboxydohydrogena, P. carboxidovorans, P. compransoris, P. diminuta, P. echinoides, P. extorquens, P. lindneri, P. mesophilica, P. paucimobilis, P. radiora, P. rhodos, P. riboflavina, P. rosea, P. vesicularis.
- β proteobakterie: P. acidovorans, P. alliicola, P. antimicrobica, P. avenae, P. butanovorae, P. caryophylli, P. cattleyae, P. cepacia, P. cocovenenans, P. delafieldii, P. facilis, P. flava, P. gladioli, P. glathei, P. glumae, P. graminis, P. huttiensis, P. indigofera, P. lanceolata, P. lemoignei, P. mallei, P. mephitica, P. mixta, P. palleronii, P. phenazinium, P. pickettii, P. plantarii, P. pseudoflava, P. pseudomallei, P. pyrrocinia, P. rubrilineans, P. rubrisubalbicans, P. saccharophila, P. solanacearum, P. spinosa, P. syzygii, P. taeniospiralis, P. terrigena, P. testosteroni.
- γ-β proteobakterie: P. beteli, P. boreopolis, P. cissicola, P. geniculata, P. hibiscicola, P. maltophilia, P. pictorum.
- γ proteobakterie: P. beijerinckii, P. diminuta, P. doudoroffii, P. elongata, P. flectens, P. halodurans, P. halophila, P. iners, P. marina, P. nautica, P. nigrifaciens, P. pavonacea, P. piscicida, P. stanieri.
- δ proteobakterie: P. formicans...